# Milano-Torino 1945
La Milano-Torino 1945, trentunesima edizione della corsa, si svolse il 29 luglio 1945 su un percorso di 183 km con partenza da Milano e arrivo a Torino. Fu vinta dall'italiano Vito Ortelli, che completò il percorso in 5h24'00" precedendo i connazionali Enzo Coppini e Guerrino Tomasoni. Conclusero la prova, aperta a professionisti e dilettanti, 16 dei 50 ciclisti al via.

## Percorso
Partita da Milano, la corsa attraversò nell'ordine Novara, Vercelli e Tricerro, affrontò la salita di Casalborgone e la salita della Rezza e giunse dopo 183 km al motovelodromo di Corso Casale.

## Ordine d'arrivo (Top 10)
| Pos. | Corridore         | Squadra       | Tempo    |
| ---- | ----------------- | ------------- | -------- |
| 1    | Vito Ortelli      | Benotto       | 5h24'00" |
| 2    | Enzo Coppini      | A.C. Pratese  | a 1'50"  |
| 3    | Guerrino Tomasoni | S.S. Sassi    | s.t.     |
| 4    | Michele Motta     | U.C. Seregno  | s.t.     |
| 5    | Fausto Coppi      | Bianchi       | a 2'30"  |
| 6    | Enea Antolini     | S.C. Paracchi | a 3'00"  |
| 7    | Giovanni Beltramo | Cisitalia     | a 3'15"  |
| 8    | Mario Fazio       | Viscontea     | a 3'35"  |
| 9    | Serse Coppi       | S.S. Lazio    | a 4'00"  |
| 10   | Ennio Nardini     | C.S. Firenze  | s.t.     |